# Lebon Chansard Ziavoula
Lebon Chansard Ziavoula encore appelé Zed Lebon est un artiste visuel, promoteur culturel et coordonnateur de la plateforme Mbongui Art Photo. 
Il est également directeur du Festival Kokutan’Art, rencontres internationales de la Photographie d’Auteur de Brazzaville, chargé de cours en photojournalisme à l’Université Marien Ngouabi, et consultant en photographie pour l'UNICEF Congo, né le 14 juillet 1988 à Kellé (Cuvette-ouest) Congo.

## Biographie
Né le 14 juillet à Kellé au Congo et diplômé en communication documentaire, il se passionne très tôt pour la photographie. Sa rencontre avec des photographes congolais de renom comme Baudouin Mouanda et Lumière Moussala sera décisive. Membre du collectif Elili depuis 2010, Zed Lebon a participé à plusieurs expositions de photographies au niveau national et aussi à l’étranger ainsi que divers stages de formation, notamment un stage sur la créativité et le design à Shenzhen (Chine) en 2016.
Il a exposé régulièrement à l’Institut français du Congo « Slam et Photo ». Photographe sensible, marqué par l’absence de sa mère, Zed Lebon est en quête de l’inconnu et réalise des photographies empreintes de souvenirs et de recherche d’identité. II collabore avec des organismes du systèmes des Nations Unies, des magazines et journaux au niveau national et international. 
En 2017 à Abidjan, il reçoit une mention spéciale aux VIIIes Jeux de la Francophonie. La même année, il est décoré par le Président de la République, chef de l'État, Denis Sassou N'Guesso. Consultant en photographie pour l’UNICEF Congo, en 2021, il initie la première édition du Festival Kokutan’Art, « Rencontres Internationales de la Photographie d’Auteur de Brazzaville » avec l’Association Mbongui Art Photo.  

## Expositions

### Expositions solos
- 2023 : octobre, "Archi-coloniale et monuments historiques" : exposition photo dans le cadre du 143ᵉ anniversaire de la ville de Brazzaville, Institut Français du Congo, Brazzaville, République du Congo[2].

- 2023 : "Ensemble, pour ne laisser personne pour compte" : exposition photographique du projet Améliorer l’accès des populations autochtones à la protection sociale dans le département de la Lékoumou, un projet conjoint des Nations Unies en République du Congo (janvier 2020-juin 2022), bureau du Centre d’Informations pour les Nations Unies, Brazzaville, République du Congo

- 2018 : avril-mai, "Couleurs de Brazza", exposition photo au Centre Culturel Russe, Brazzaville, République du Congo[3].

- 2017 : septembre - octobre, "Couleurs de Brazza", exposition solo au PEFACO hôtel Maya-Maya, Brazzaville, République du Congo[4].

- 2017 : Mars, "Couleurs de Brazza", exposition solo au ministère des Affaires étrangères à l’occasion de la semaine de la francophonie, Brazzaville, République du Congo[1].

## Récompenses et Distinctions
- 2021 : janvier, Prix d’excellence au FESTIM BRAZZA Awards : congrès international de remise des prix des artistes 2020 Congo[5].

- 2018 : octobre, Premier prix du concours photo organisé par Frances Volontaires, Brazzaville, République du Congo[6]

- 2017 : novembre, décoration par son Excellence Denis Sassou-Nguesso, Président de la République, Chef de l’État.

- 2017 : juillet, Prix spécial du jury aux 8emes jeux de la francophonie, Abidjan en Côte - d’Ivoire[7].

- 2017 : mai, Jeune ambassadeur du partenariat Union européenne Afrique, Brazzaville, République du Congo[4].